# Régime d'épargne-actions
Le régime d'épargne-actions (RÉA) est un ancien programme du gouvernement du Québec destiné à favoriser l’investissement des ménages dans les entreprises québécoises. Le RÉA permettait aux contribuables domiciliés au Québec de déduire de leur impôt sur le revenu tout ou partie de leurs achats d'actions nouvellement émises par des entreprises québécoises. Le RÉA a connu plusieurs incarnations dont la dernière s'est achevée le 31 décembre 2014.

## Historique

### 1979–2005: Première version

#### Création en 1979
La création du RÉA est annoncée dans le discours du budget 1979-80 par Jacques Parizeau, ministre des Finances du Québec du gouvernement Lévesque. Les modalités du régime à sa création sont les suivantes:
- La déduction ne peut excéder 20 % du revenu gagné, sans pouvoir excéder 15 000 $[2];
- Les actions achetées doivent être des actions ordinaires émises par une entreprise domiciliée au Québec qui a reçu l'agrément de la Commission des valeurs mobilières du Québec[3];
- Le siège social et la direction générale de l'entreprise doit se situer au Québec[3];
- Seules les actions nouvellement émises sont éligibles[4],[5].

Le RÉA poursuit deux objectifs pour le gouvernement : développer l'investissement en capital-actions des ménages québécois (en particulier dans les PME) et permettre la réduction du fardeau fiscal des contribuables les plus aisés. La Loi sur les régimes d'épargne-actions est sanctionnée le 22 juin 1979 mais s'applique pour les achats d'actions effectués à partir du 27 mars 1979 (c'est-à-dire le jour de la présentation du Discours sur le budget).

#### Essor dans les années 1980
La popularité du RÉA se confirme au début des années 1980 alors que la déduction accordée depuis sa création atteint 440 millions de dollars en 1984 (dont 170 millions pour cette seule année). Jacques Parizeau concède cependant que le RÉA a principalement profité aux émissions d'actions de grandes entreprises. Le budget 1983-84 vient modifier assez largement le régime de 1979:
- Les actions privilégiées convertibles en actions ordinaires de corporations en voie de développement sont désormais admissibles ;
- La limite de 20 % du revenu s'applique désormais au revenu total (incluant donc les revenus de placements) plutôt qu'au revenu gagné ;
- Pour réduire l'avantage fiscal lié aux actions de grandes entreprises la déduction est réduite à 75 % en 1984 puis 50 % en 1985 pour les entreprises dont l'actif dépasse 1 milliard de dollars ;
- À l'inverse, les émissions d'actions de corporations en voie de développement donnent droit à une déduction de 150 % de leur coût d'achat.

Une déduction additionnelle de 25 % est ajoutée en 1986 pour les salariés qui souscrivent à une émission d'actions de leur employeur (si cette émission est admissible au RÉA).
Lors de la campagne électorale pour les élections de 1985, les libéraux annoncent qu'ils s'engagent à maintenir le RÉA. Ils avaient dans les années précédentes envisagé de le supprimer pour baisser l'impôt sur le revenu.
Le RÉA connaît ses plus belles années de 1983 à 1987 et recueille sur ces 5 années près de 5,1 milliards de dollars d'investissements. Le krach d'octobre 1987 brise cette dynamique et le RÉA ne retrouva jamais son niveau d'activité du début des années 1980.
Les Fonds d'investissement RÉA (FIR) sont créés le 1er janvier 1988. Ils permettent aux investisseurs de diversifier leurs placements tout en conservant la possibilité de déduire tout ou partie de leurs achats de parts de FIR de leur revenu imposable.
En 1989 les actions ordinaires obtenues par conversion d'actions privilégiées convertibles ou débentures convertibles en actions deviennent éligibles au RÉA au moment de la conversion (si la corporation émettrice avait un actif inférieur à 250 millions de dollars au moment de l'émission initiale des titres).

#### Déclin dans les années 1990 et moratoire en 2003
Après avoir été étendue à la conversion de débentures convertibles en actions ordinaires en 1989, une déduction RÉA est temporairement permise (pour les années 1991 et 1992) à l'achat de débentures convertibles dans le budget 1991:
- Au taux de 50 % si l'actif de la société est inférieur à 250 millions de dollars ;
- Au taux de 25 % s'il est compris entre 250 millions et 1 milliard de dollars.

À l'occasion du budget 1992 le taux de déduction pour les investissements en région est porté de 125 à 150 %. La déduction pour la conversion des débentures convertibles est prolongée en 1993.
Dans le budget suivant présenté le 20 mai, Gérard D. Levesque annonce que les déductions RÉA sont complètement abolies pour les entreprises ayant un actif supérieur à 250 millions de dollars. Ce plafond est relevé à 300 millions de dollars lors du budget 1998.
Yves Séguin, nouveau ministre des Finances du Gouvernement Charest, annonce dans son premier budget un moratoire sur une série de crédits et réductions d'impôt, dont le régime d'épargne-actions. Toute émission d'action présentée après le 12 juin 2003 à la Commission des valeurs mobilières du Québec n'est plus éligible au RÉA.

### 2005–2009: RégimeAccro PME
Le 21 avril 2005, Michel Audet, qui a remplacé Yves Séguin, dévoile la création du régime Action-croissance PME (dit Accro PME) en remplacement du RÉA (qui était suspendu depuis juin 2003). Le discours sur le budget 2005 confirme donc la suppression officielle du RÉA et l'instauration du régime Accro-PME jusqu'au 31 décembre 2009. Ce nouveau régime reprend la plupart des principes du RÉA original mais ne permet plus d'investir dans des entreprises de taille moyenne (actifs de 100 à 350 millions de dollars) et est limité aux seules actions ordinaires. La déduction pour le régime est unifiée à 100 % de la valeur des actions acquises.

### 2009–2014: Retour au nom RÉA
Le régime Accro PME est profondément remanié lors du discours sur le budget du 19 mars 2009 et devient le régime d'épargne-actions II (RÉA II). Les modifications suivantes sont apportées:
- Le régime est prolongé de 5 ans (jusqu'au 31 décembre 2014) ;
- La déduction est haussée à 150 % de la valeur des actions acquises jusqu'au 31 décembre 2010 pour encourager l'investissement alors que les marchés financiers sortent du krach de l'automne 2008 ;
- Le plafond de la valeur des actifs pour se qualifier au régime est haussé à 200 millions de dollars au lieu de 100 millions ;
- La période de détention minimale est raccourcie.

Le nouveau RÉA II connait un démarrage timide en 2009, amassant deux fois plus que le régime Accro PME en 2008, mais bien moins que l'ancien RÉA au début des années 2000.
Le gouvernement du Québec ne reconduit pas le régime RÉA II qui se termine comme prévu le 31 décembre 2014. La commission d'examen sur la fiscalité québécoise avait précédemment recommandé de ne pas reconduire le régime après sa date prévue d'extinction.